# Kuno Bärenbold
Kuno Bärenbold (* 7. Juli 1946 in Pfullendorf; † 6. Mai 2008 in Karlsruhe) war ein deutscher Schriftsteller.

## Leben
Kuno Bärenbold war gelernter Zimmermann. Nach der Lehre begann er mit dem Schreiben. Wegen Totschlags wurde er 1969/70 zu zwölf Jahren Gefängnis verurteilt, von denen er acht Jahre in der Justizvollzugsanstalt Heilbronn absaß. Dort begann Bärenbold mit dem Verfassen erster Artikel für eine Gefangenenzeitung.
Er veröffentlichte Beiträge in Zeitungen und Anthologien, bevor er mit seinen Erzählungen in den 1980er Jahren größere Resonanz nicht nur beim regionalen Publikum erfuhr. Er ist „ein solider Arbeiter, der sein Handwerk beherrscht – im Literaturbetrieb heute keine Selbstverständlichkeit mehr“ (Badische Neueste Nachrichten).
Sein achtjähriger Haftaufenthalt prägte sein Schaffen und spiegelt sich auch häufig in seinen Erzählungen wider.
Martin Walser sagt über Bärenbold: „Wo er hinkommt, wird er zum Anlass von Entlarvung. Ein richtiger Wallraff ist er.“ Die Südwest Presse Ulm schreibt: „Eines ist Kuno Bärenbolds Buch nicht: eine beschaulich-erbauliche Lektüre für Zartbesaitete. Das Leben hat ihn bisher nicht mit Glacéhandschuhen angefasst, und er hat keinen Grund mit rosaroter Tinte zu schreiben.“
Bärenbold war selbst Rezensent für Presse und Funk. Für den Karlsruher Kurier und für KiK schrieb er alle zwei Wochen eine Kolumne, in der er aktuelle Bücher vorstellte und meist wohlwollend rezensierte.
Bärenbold lebte und arbeitete in Durlach. Er war Mitglied im Verband deutscher Schriftsteller.

## Werke
- Drinnen & draussen – Erzählungen. Selbstverlag, Karlsruhe 1979, OCLC 312869234.
- Kellerkinder – Texte aus dem Knast und Arbeitsleben. Selbstverlag, Karlsruhe 1981, OCLC 312869400.
- Der Einzelgänger – Erzählungen. Edition Eisbrecher, Karlsruhe 1981, ISBN 3-932117-05-1 (formal falsch).
- Heroes & Zeroes – Erzählungen. Edition Eisbrecher, Karlsruhe 1984, ISBN 3-923117-11-6.
- Das Leben ist auch nicht mehr das, was es mal war – Erzählungen. Edition Eisbrecher, Karlsruhe 1987, ISBN 3-923117-09-4.
- In bester Gesellschaft – Reportagen & Stories. Edition Samuel Degen, Karlsruhe 1990, ISBN 3-9801024-6-7.
- C’est la vie – Erzählungen. Edition Eisbrecher, Karlsruhe 1994, ISBN 3-923117-10-8.
- Bye Bye – Erzählungen. Art & Grafik Verlag, Ettlingen 1999, ISBN 3-927389-31-5.
- Musik und Literatur – live und pur. Audio-CD mit Harald Hurst und Gunzi Heil. G. Braun Buchverlag, Karlsruhe 2000, ISBN 3-7650-8245-7.
- Matthias Kehle, Thomas Lindemann (Hrsg.): Letzte Verführung – Nachgelassene Texte. Lindemanns Bibliothek im Info Verlag, Karlsruhe 2008, ISBN 978-3-88190-522-0.

## Auszeichnungen
- 1982: Arbeitsstipendium der Kunststiftung Baden-Württemberg.